# Lodovico Carracci
Lodovico Carracci (Bologna, 21. travnja 1555. – Bologna, 13. studenog 1619.), talijanski slikar
Zarana odlazi u Veneciju studirati djela Tintoretta i Paola Veronesea, potom putuje po Italiji kopirajući djela starih majstora. Kada se vratio u Bolognu osniva sa svojim bratićima Agostinom i Annibaleom akademiju, školu koja je izvršila značajan utjecaj na talijansko i europsko slikarstvo. Po Lodovicovim nazorima za slikanje polazna je točka promatranje prirode spojeno s iskustvom koje su stekli majstori visoke renesanse. U svojim radovima približava se deskriptivnom realizmu no u koloritu ostaje konvencionalan. Izveo je velik broj radova u bolonjskim crkvama i palačama, slikajući sakralne motive s patetično pokrenutim likovima. 